# Pseudidactus
Pseudidactus is een kevergeslacht uit de familie van de boktorren (Cerambycidae). De wetenschappelijke naam van het geslacht werd voor het eerst geldig gepubliceerd in 1977 door Breuning.

## Soorten
Pseudidactus is monotypisch en omvat slechts de volgende soort:
- Pseudidactus roggemani Breuning, 1977